# Martina Granström
Anna Martina Granström (Upsala, Suecia, 5 de agosto de 1991) es un nadadora olímpica sueca especialista en estilo mariposa. Fue olímpica tras participar en Londres 2012 en las pruebas de 100 y 200 metros mariposa y 4x100 metros estilos.
Durante el Campeonato Europeo de Natación de 2012 se proclamó subcampeona de Europa en 100 metros mariposa, y además consiguió dos medallas de bronce  en las pruebas de 200 mariposa y 4x100 metros estilos.

## Palmarés internacional
| Campeonato Europeo de Natación | Campeonato Europeo de Natación | Campeonato Europeo de Natación | Campeonato Europeo de Natación |
| Año                            | Lugar                          | Medalla                        | Prueba                         |
| ------------------------------ | ------------------------------ | ------------------------------ | ------------------------------ |
| 2012                           | Debrecen ( Hungría)            | Medalla de bronce              | 200 m mariposa                 |
| 2012                           | Debrecen ( Hungría)            | Medalla de bronce              | 4x100 m estilos                |
| 2012                           | Debrecen ( Hungría)            | Medalla de plata               | 100 m mariposa                 |